# Falletans
Falletans ist eine französische Gemeinde mit 399 Einwohnern (Stand 1. Januar 2022) im Département Jura in der Region Bourgogne-Franche-Comté. Sie gehört zum Arrondissement Dole und zum Kanton Authume. Die Bewohner nennen sich Faltanais.

## Geografie
Falletans liegt rund sechs Kilometer östlich von Dole und grenzt im Nordwesten an Brevans und Baverans, im Norden an Rochefort-sur-Nenon, im Osten an Éclans-Nenon, im Süden an Augerans und Belmont, im Südwesten an La Loye und im Westen an Dole. Im Nordwesten bildet der Fluss Doubs die Gemeindegrenze. Im Südosten besteht ein Berührungspunkt zur Gemeinde  La Vieille-Loye.

## Bevölkerungsentwicklung
| Jahr                       | 1962 | 1968 | 1975 | 1982 | 1990 | 1999 | 2006 | 2008 | 2018 |
| -------------------------- | ---- | ---- | ---- | ---- | ---- | ---- | ---- | ---- | ---- |
| Einwohner                  | 260  | 262  | 274  | 282  | 279  | 309  | 374  | 392  | 394  |
| Quellen: Cassini und INSEE |      |      |      |      |      |      |      |      |      |